# Nowa Huta (przystanek kolejowy)
Nowa Huta (ukr. Нова Гута) – przystanek kolejowy w pobliżu miejscowości Huta, w rejonie chmielnickim, w obwodzie chmielnickim, na Ukrainie. Położony jest na linii Odessa – Lwów.